# Shadow of Doubt
Shadow of Doubt (Sombras de sospecha en España y Sombras de duda en Hispanoamérica) es una película de misterio dirigida por Randal Kleiser y protagonizada por Melanie Griffith, Tom Berenger y Craig Sheffer.

## Argumento
La hija de un importante hombre de negocios fue brutalmente asesinada en la ciudad de Los Ángeles. Kitt Devereux, una abogada criminalista de una reputación de primera clase, toma el caso en representación de la defensa del acusado, Bobby Medina. Debido a su largo historial de drogas y violencia, Medina es el principal sospechoso de la muerte de la joven.
Sin embargo la señorita Devereux, ante nuevas averiguaciones concernientes al caso, duda de su culpabilidad, e intuye que el puzzle a resolver es algo más complicado y retorcido de lo que a priori parece ser. Para resolver el caso, también tendrá que enfrentarse a su antiguo amante, Jack Campioni, ayudante del Fiscal de Distrito.

## Reparto
| Actor            | Personaje        |
| ---------------- | ---------------- |
| Melanie Griffith | Kitt Devereux    |
| Tom Berenger     | Jack Campioni    |
| Craig Sheffer    | Laird Atkins     |
| Huey Lewis       | Al Gordon        |
| Wade Dominguez   | Bobby Medina     |
| James Morrison   | Paul Saxon       |
| Lisa Pelikan     | Leslie Saxon     |
| Nina Foch        | Sylvia Saxon     |
| Tony Plana       | Detective Krause |
| Victor Love      | Detective Baker  |

## Producción
La película fue rodada en Los Ángeles.

## Recepción
La película tuvo poco éxito de taquilla y casi pasó desapercibida por la cartelera.
Hoy en día la película ha sido valorada en portales cinematográficos. En IMDb, con aproximadamente 2000 votos registrados, el filme obtiene una media ponderada de 5,2 sobre 10. En cuanto a Rotten Tomatoes, los más de 500 votos registrados en el portal dieron a la producción cinematográfica una valoración media de 2,4 de 5. También cabe destacar, que en La Vanguardia el 47 % de los usuarios registrados allí le dieron una valoración positiva.